# Waldemar Szajthauer
Waldemar Szajthauer (ur. 18 sierpnia 1961) – polski duchowny luterański, radca duchowny Rady Synodalnej Kościoła Ewangelicko-Augsburskiego w RP XIV kadencji 2017-2023.

## Życiorys
Pochodzi z ziemi rybnickiej. Został ordynowany 13 grudnia 1987. Był wikariuszem w parafiach ewangelickich w Rybniku, Czerwionce, Raciborzu i Ściborzycach. Był również duszpasterzem parafii w Lasowicach Wielkich, a obecnie jest proboszczem parafii w Wiśle z którą związany jest od 1997. Był między innymi inicjatorem reaktywowania księgarni parafialnej, a w 2003 reaktywowania Wydawnictwa Luteranin, będącego wydawcą kwartalnika „Luteranin” oraz „Rocznika Wiślańskiego”. Ks. Szajthauer doprowadził również do remontu kościoła ewangelicko-augsburskiego apostołów Piotra i Pawła w Wiśle. W 2016 został laureatem „Srebrnej Cieszynianki”. W kwietniu 2017 został zgłoszony jako kandydat na Prezesa Synodu Kościoła Ewangelicko-Augsburskiego w RP. Ostatecznie Prezesem Synod Kościoła XIV kadencji został wybrany ks. Adam Malina, zaś ks. Waldemar Szajthauer został wybrany radcą duchownym Rady Synodalnej.